# 28 octombrie
ianuarie • februarie • martie  • aprilie  • mai  • iunie  • iulie  • august  • septembrie  • octombrie  • noiembrie  • decembrie
28 octombrie este a 301-a zi a calendarului gregorian și a 302-a zi în anii bisecți. Mai sunt 64 de zile până la sfârșitul anului.

## Evenimente

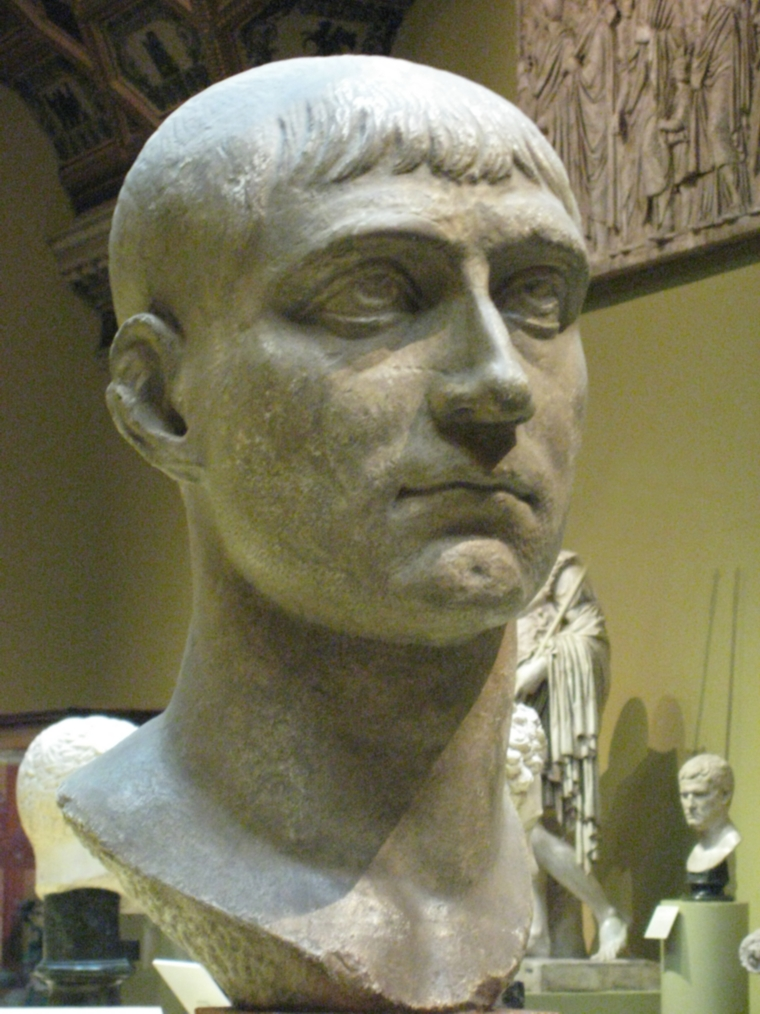
306: Maxentius este proclamat împărat roman.

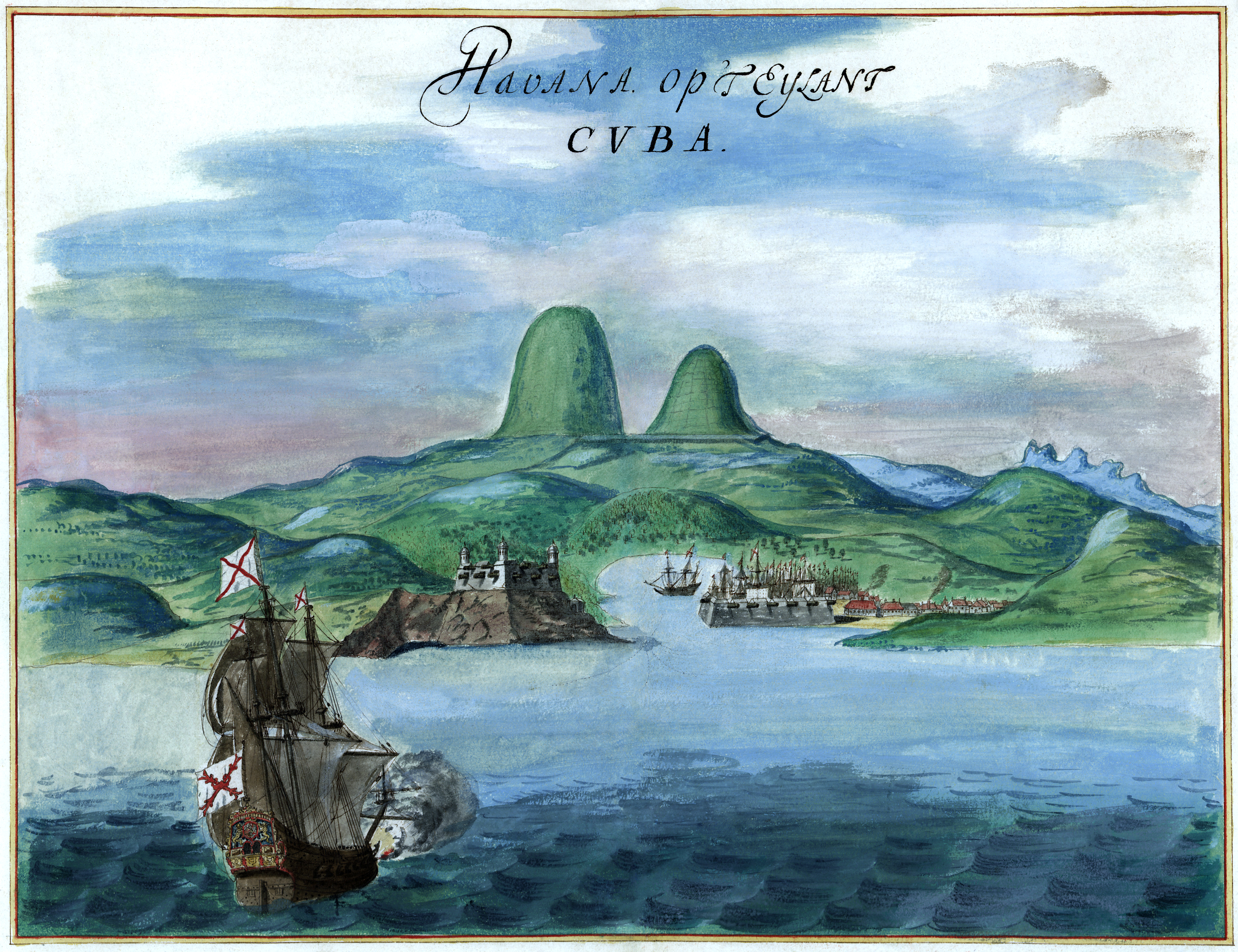
1492: Cristofor Columb descoperă Cuba în primul său voiaj spre Lumea Nouă.

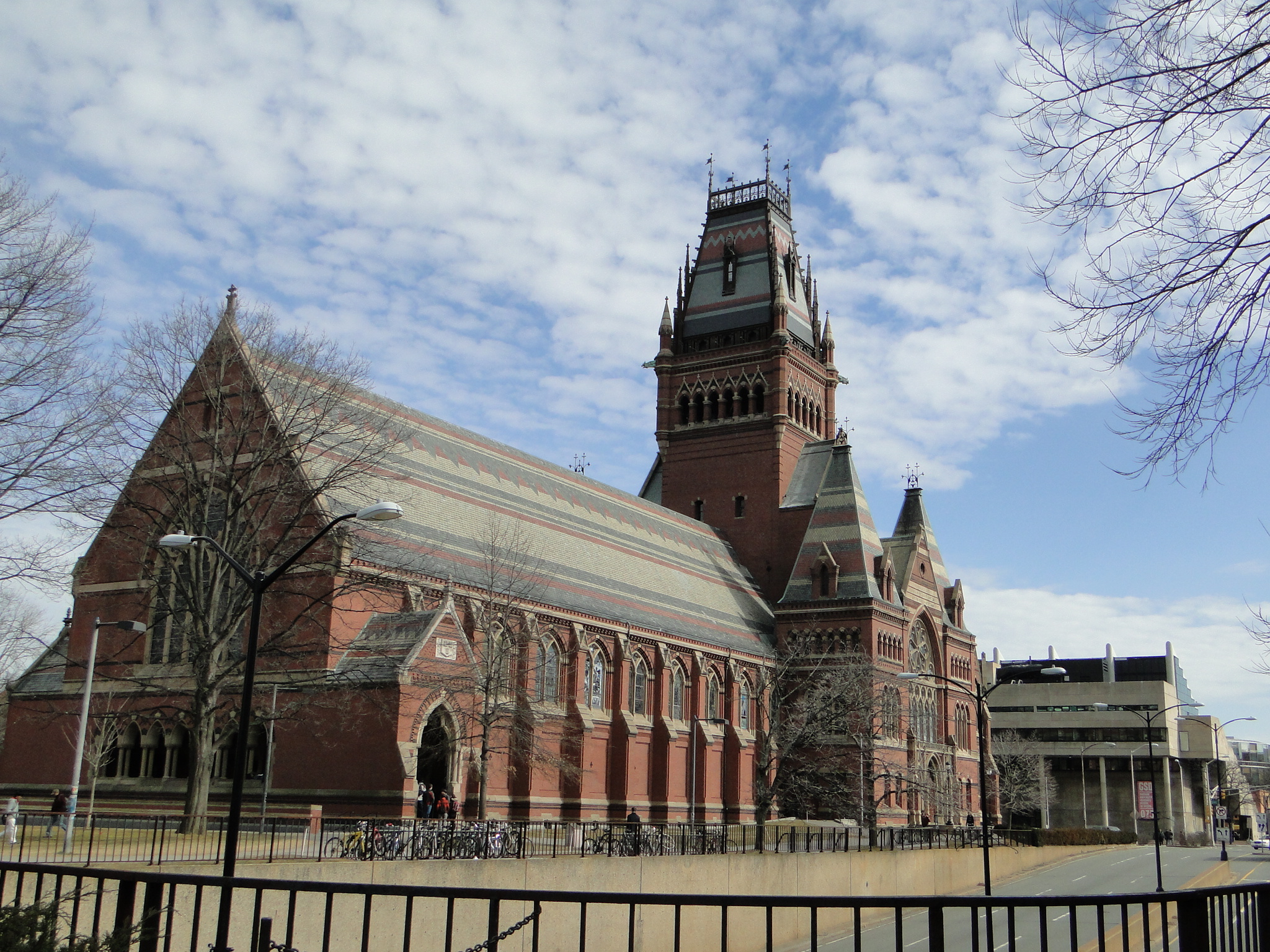
1636: Întemeierea Universității Harvard în Cambridge, Massachusetts.

1869: Dimitri Mendeleev a elaborat Tabelul periodic al elementelor.

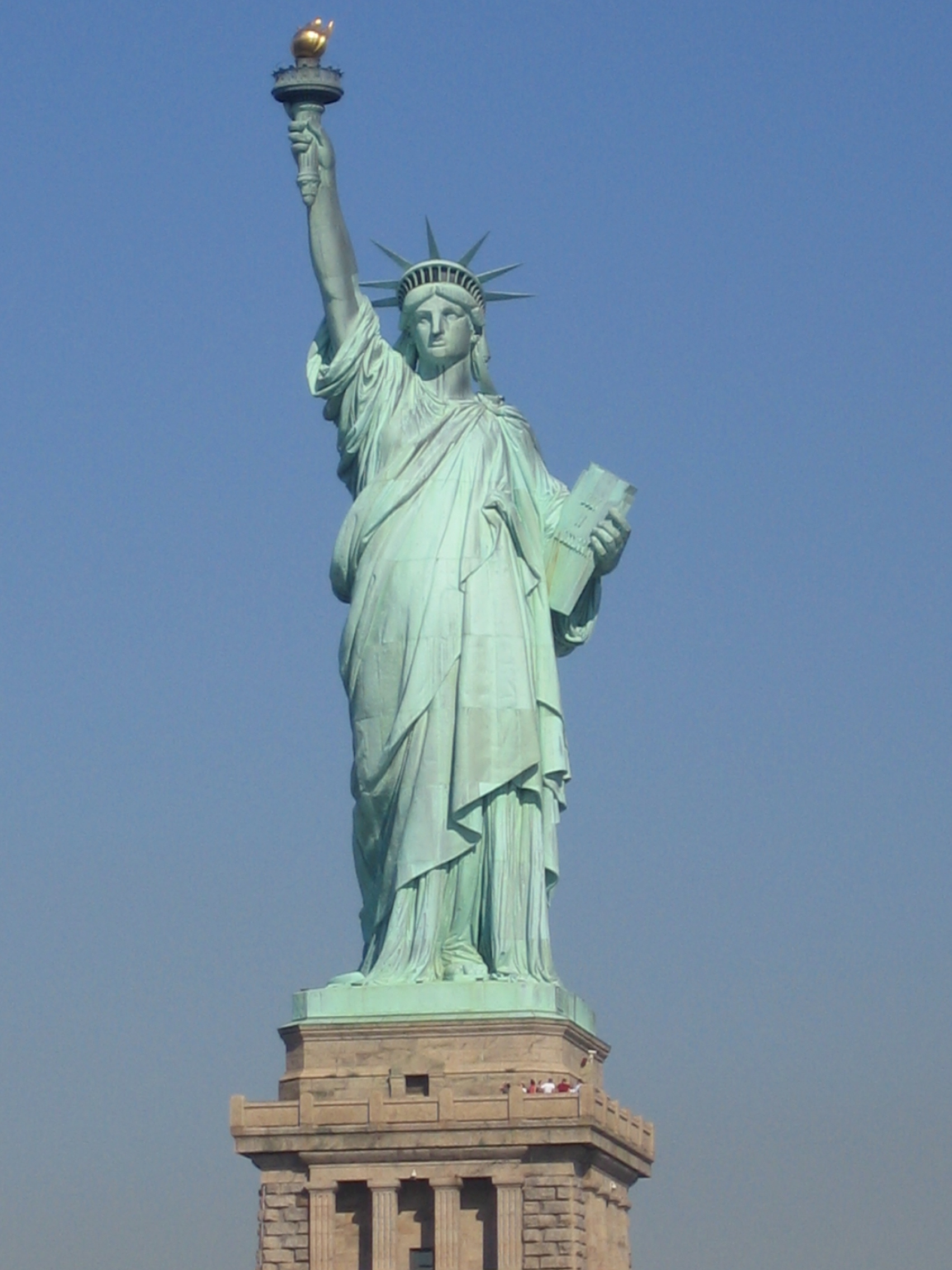
1886: Președintele Grover Cleveland inaugurează Statuia Libertății din New York, care a fost dăruită de către Franța.

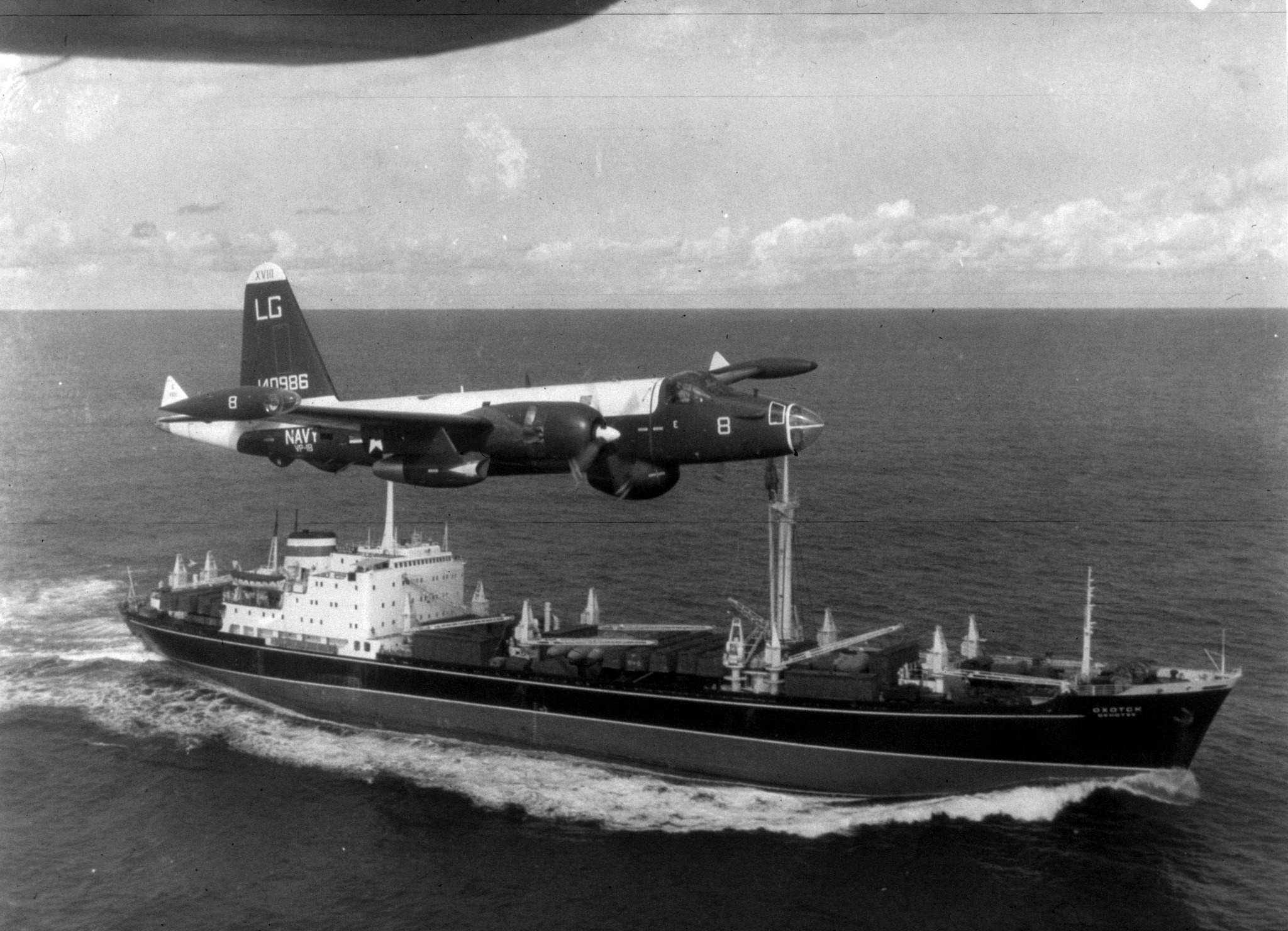
1962: Sfârșitul Crizei rachetelor cubaneze: în urma mesajului radiodifuzat al Papei Ioan al XXIII-lea, Nikita Hrușciov le-a declarat americanilor că a ordonat demontarea rachetelor nucleare amplasate în Cuba.

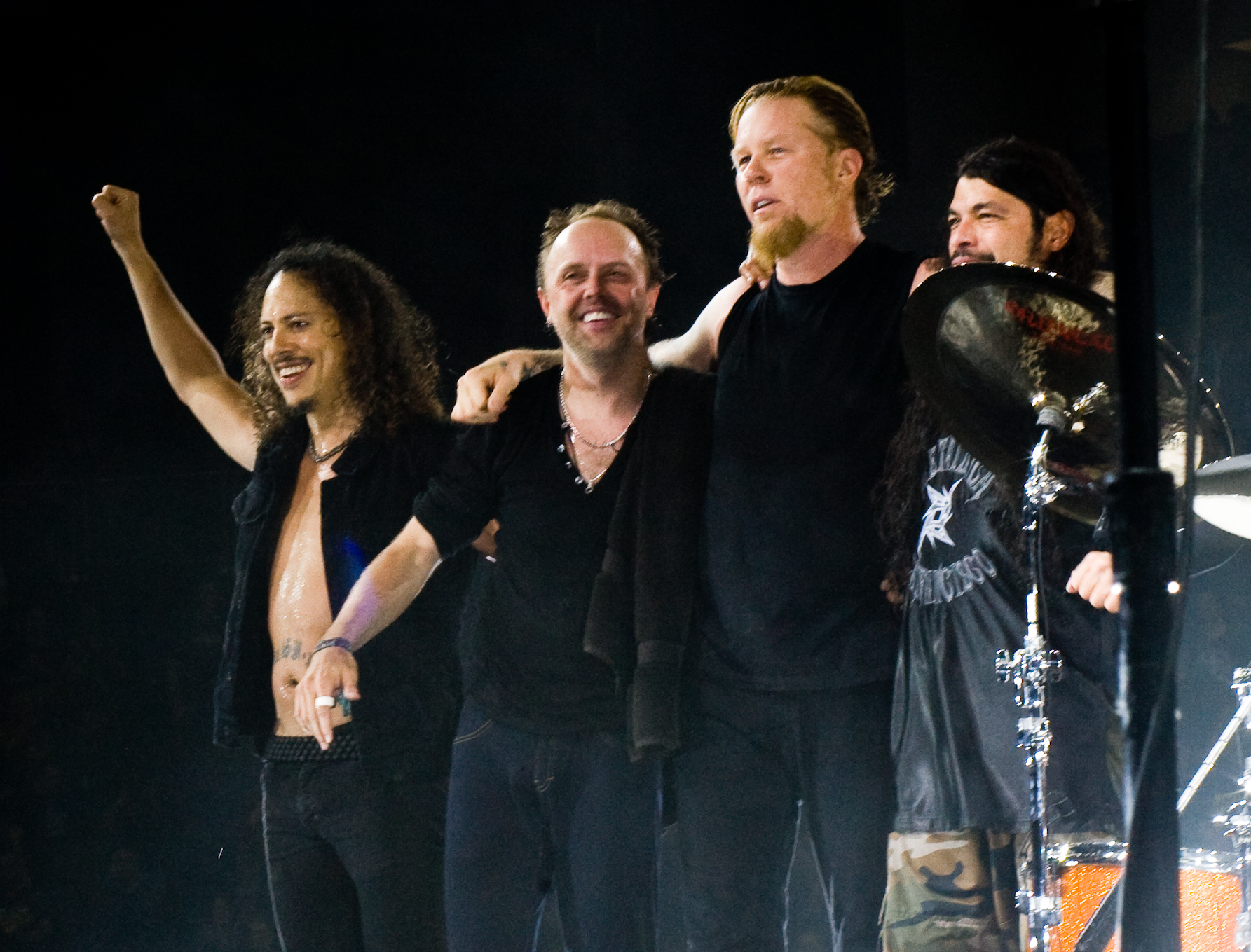
1981: Este fondată trupa americană de heavy-metal, Metallica, de către James Hetfield și Lars Ulrich.

- 0097: Traian, guvernatorul, este adoptat de împăratul Nerva și devine Cezar.
- 0306: Maxentius este proclamat împărat roman.
- 0312: Constantin I îl învinge pe Maxentius lângă Roma, în Bătălia de la Podul Milvius.
- 1443: Ștefan, primul pictor muralist român cunoscut, a realizat decorația murală a Bisericii Sf. Nicolae din Densuș, județul Hunedoara, ctitorie a cnejilor din familia Manjina.
- 1484: Tratatul de la Montargis. Regele Carol al VIII-lea al Franței devine succesorul ducelui de „de Bretagne” François al II-lea, în cazul în care acesta din urmă ar muri fără să aibă urmași.
- 1492: Cristofor Columb descoperă Cuba în primul său voiaj spre Lumea Nouă.
- 1531: Bătălia de la Amba Sel: Imamul Ahmad ibn Ibrihim al-Ghazi a încrucișat armele cu Lebna Dengel, Împăratul Etiopiei.
- 1533: Are loc căsătoria dintre Henric al II-lea al Franței și Ecaterina de Medici; amândoi erau în vârstă de 14 ani.
- 1538: Papa Paul al III-lea înființează la Santo Domingo prima universitate din Lumea Nouă.
- 1589: Trupele lui Carlo-Emmanuel I de Savoia mărșăluiesc spre Nisa și Villefranche pentru a continua apoi spre Provence, confruntarea armată a avut loc pa coastele Ligue-ului.
- 1628: Sfârșitul asediului fortăreții Siège de la Rochelle prin capitulare, Rochelle devine astfel sediul și centrul hughenoților.
- 1636: Cambridge (SUA): Întemeierea Universității Harvard în Massachusetts, Statele Unite ale Americii.
- 1664: Este fondat Regimentul maritim Ducele de York și Albany, mai târziu cunoscut drept Royal Marines.
- 1688: A început domnia lui Constantin Brâncoveanu în Țara Românească (1688 - 1714).
- 1690: Ducatul de Savoia s-a unit cu Marea Alianță împotriva Franței.
- 1714: Ambasadorul Persiei, Méhémet Riza Beg, și-a făcut intrarea solemnă în Marseille, primit cu mare pompă de autoritățile marsilieze și de Indendentul regelui, Ludovic al XIV-lea.
- 1746: Lima a fost devastată de un cutremur de 8,4 grade, unde au decedat peste 6.000 de oameni.
- 1776: Războiul de Independență a Statelor Unite ale Americii: Bătălia de la White Plains. Forțele armate britanice au ajuns la White Plains, au atacat și au capturat Chatterton Hill.
- 1789: Armand-Gaston Camus a fost ales președintele Adunării naționale Constituante
- 1790: Discursul lui Merlin de Douai cu privire la drepturile popoarelor de a hotărî pentru ele însele.
- 1806: Capitularea Prusiei în fața lui Napoléon Bonaparte la Prenzlau.
- 1834: Ziua neagră a aborigenilor australieni, măcelăriți de coloniști britanici: evenimentul cunoscut sub numele de Battle of Pinjarra, pe Swan River Colony (Pinjarra, Western Australia).
- 1848: A început primul raliu în Spania: Barcelona - Mataró.
- 1860: La Nice, în Franța, s-a deschis primul magazin exclusiv pentru femei, A la ville de Nancy.
- 1864: Războiul de Secesiune; a doua bătălie de la Fair Oaks.
- 1867: Forțele armate franceze debarcă la Civitavecchia (Italia).
- 1868: Statele Unite ale Americii: Thomas Edison înregistrează primul său brevet.
- 1869: Dimitri Mendeleev a elaborat Tabelul periodic al elementelor.
- 1886: La New York, președintele Grover Cleveland inaugurează Statuia Libertății, dăruită de Franța.
- 1892: Émile Reynaud cu ajutorul teatrului optic, la Musée Grévin, a prezentat opera sa „Pantomimes Lumineuses”.
- 1900: Paris: închiderea Jocurilor Olimpice a doua ediție (a II-a Olimpiadă).
- 1918: Cehoslovacia obține independența față de Austro-Ungaria: (ČSR), „Prima Republică” .
- 1918: În vestul Galiției (Europa Centrală) se formează noul guvern polonez în exil.
- 1919: La cererea Congresului american, președintele Woodrow Wilson își dă veto-ul și începe prohibiționismul.
- 1922: Fasciștii italieni, conduși de Benito Mussolini, (care cu două seri mai înainte fusese numit prim-ministru al Italiei) mărșăluiesc spre Roma.
- 1929: Lunea neagră a bursei din New York.
- 1936: Președintele american, Franklin Roosevelt, rededică Statuia Libertății în al 50-lea aniversar.
- 1940: Grecia intră în Al Doilea Război Mondial: Începutul războiului greco-italian și a bătăliei Greciei. Dictatorul grec, Ioannis Metaxas, a respins ultimatumul dat de dictatorul italian Benito Mussolini, răspunzând cu celebrul „όχι“ („nu“, Ziua Ohi), drept care Italia cu ajutorul Albaniei invadează Grecia.
- 1941: Holocaust în Kaunas, Lituania: SS-ul nazist a organizat masacrul a peste 9.000 de evrei în ghetoul din Kaunas.
- 1942: Superstrada Alaska este finalizată.
- 1942: 2.000 de copii evrei și 6.000 de adulți din Cracovia au fost deportați în lagărul de exterminare de la Belzec, în Germania Nazistă.
- 1943: Realizarea ipoteticii operațiuni militare: Experimentul Philadelphia.
- 1948: Chimistul suedez, Paul Müller, primește Premiul Nobel pentru chimie, pentru descoperirea proprietăților insecticidului DDT.
- 1948: Episcopii Iuliu Hossu și Áron Márton înaintează ministrului Stanciu Stoian „statutul de organizare, conducere și administrare al cultului catolic de toate riturile din România”. În aceeași zi sunt arestați primii episcopi, de regimul comunist.
- 1949: Georges Bidault devine prim-ministru al Franței.
- 1954: Ernest Hemingway primește Premiul Nobel pentru literatură.
- 1954: Casa regală a Norvegiei este întemeiată ca monarhie federală.
- 1956: În Spania încep emisiunile televizate regulate.
- 1958: În Vatican, Angelo Giuseppe Roncalli, patriarh al Veneției, este ales papă și își ia numele de Ioan al XXIII-lea.
- 1962: Criza rachetelor cubaneze: în urma mesajului radiodifuzat al Papei Ioan al XXIII-lea, Nikita Hrușciov le-a declarat americanilor că a ordonat demontarea rachetelor nucleare amplasate în Cuba.
- 1965: În Saint Louis, Missouri, SUA, a fost inaugurat monumentul Gateway Arch, de 190 m înălțime.
- 1965: Ministrul de externe francez, Couve de Murville, face o vizită la Moscova.
- 1965: La Roma, Papa Paul al VI-lea a promulgat declarația Nostra Aetate a Conciliului Vatican II, declarație prin care Biserica Catolică condamnă orice formă de rasism, respectiv deplânge antisemitismul și culpabilizarea colectivă a poporului evreu.
- 1971: Marea Britanie devine a 6 națiune care lansează un satelit pe orbită, Prospero X-3, din zona Australiei.
- 1973 Criza petrolului: Cele 7 țări arabe mari producăoare de petrol au procedat la boicot împotriva Statelor Unite și a Țărilor de Jos, acesta însemnând practic începutul „Crizei petrolului”.
- 1976: În Arizona, John D. Ehrlichman, unul din oamenii președintelui american Richard Nixon în afacerea Watergate, este condamnat.
- 1977: Cancelarul german Helmut Schmidt (SPD), ține conferința la International Institute for Strategic Studies din Londra, pe tema „Aspecte politice și culturale ale certitudinii occidentale”.
- 1981: Este fondată trupa americană de heavy-metal, Metallica, de către James Hetfield și Lars Ulrich.
- 1982: Felipe González Márquez este ales președinte al Spaniei.
- 1988: Franța autorizează folosirea pilulei abortive RU-486, creată de Roussel Uclaf.
- 1988: Franța plasează pe orbită TDF1, primul satelit francez de televiziune.
- 1995: Are loc un incendiu de proporții în metroul capitalei Azerbaijan-ului, Baku.
- 1997: Dow Jones Industrial Average cunoaște cel mai neașteptat record: a plecat la deschidere de la cifra 337.17 puncte și a ajuns la închidere la 7,498.32.
- 1998: Liniile Air China pierd pilotul Yuan Bin, care a fugit în Taiwan.
- 2002: Pascal Quignard a primit Premiul Goncourt pentru „Umbrele rătăcitoare”.
- 2002: Gérard de Cortanze a primit Premiul Renaudot pentru „Assam”.
- 2005: Președintele Venezuelei a declarat țara „teritoriu liber de analfabetism”.
- 2005: Mexic se împarte în 100 state care au rectificat statutul Curții Penale Internaționale.
- 2006: Televiziunea spaniolă este în sărbătoare: celebrează 50 de ani de emisie regulată.
- 2007: Cristina Fernández de Kirchner devine prima femeie aleasă președinte al Argentinei.

## Nașteri
- 1017: Heinrich al III-lea, rege roman, duce de Bavaria (d. 1056)
- 1466: Erasmus din Rotterdam, scriitor, filosof olandez (d. 1536)
- 1585: Cornelius Jansen, teolog olandez (d. 1638)
- 1667: Mariana de Neuburg, regină a Spaniei (d. 1740)
- 1696: Maurice de Saxa, nobil german, mareșal al Franței (d. 1750)

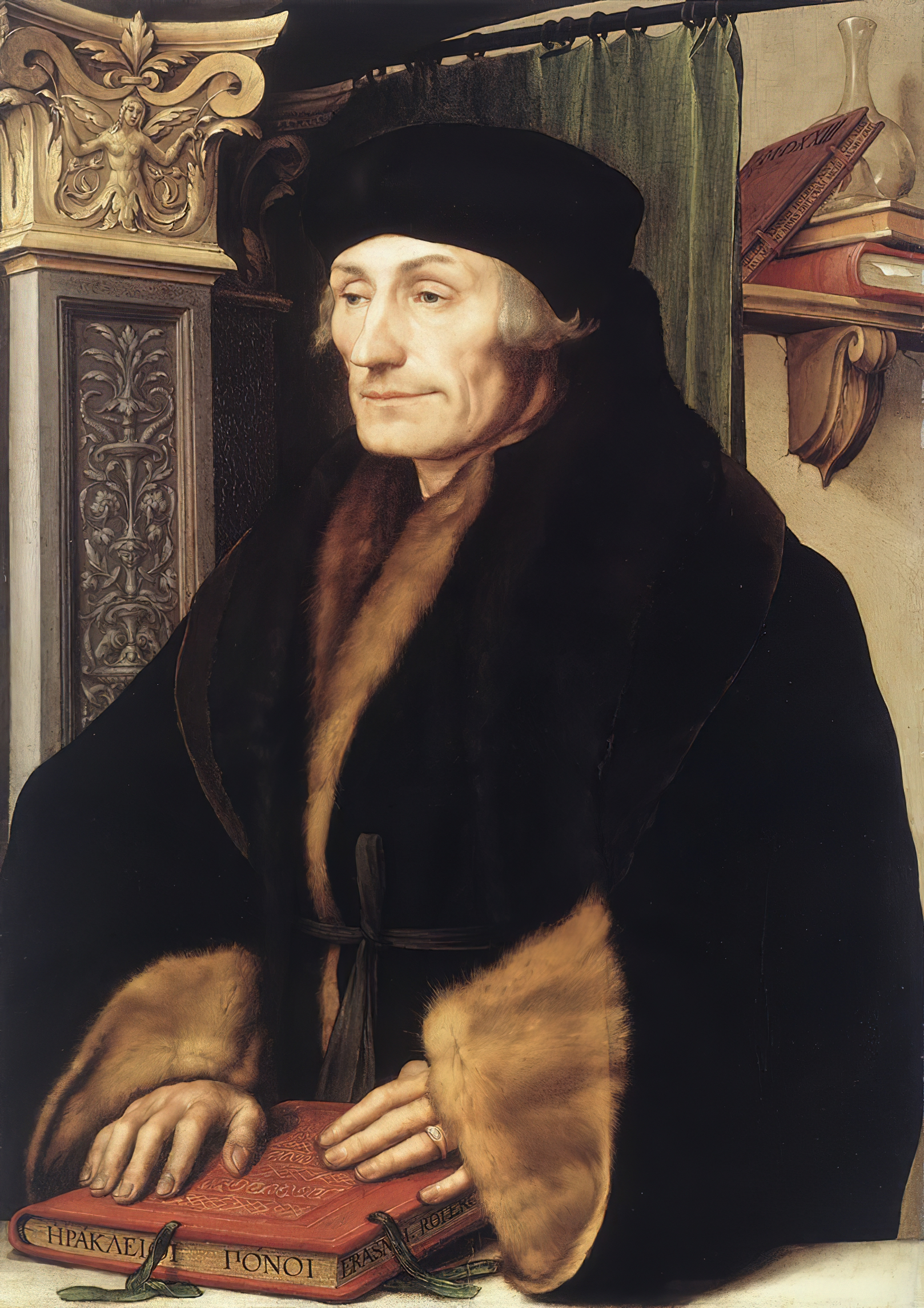
Erasmus din Rotterdam, scriitor, filosof olandez
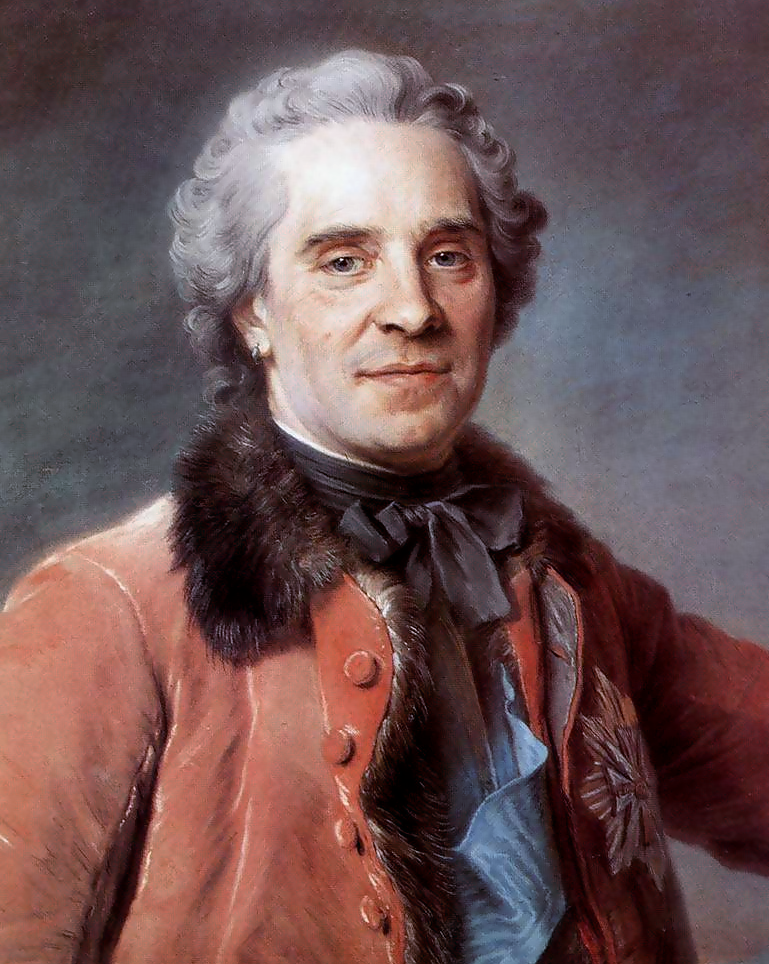
Maurice de Saxa, mareșal al Franței
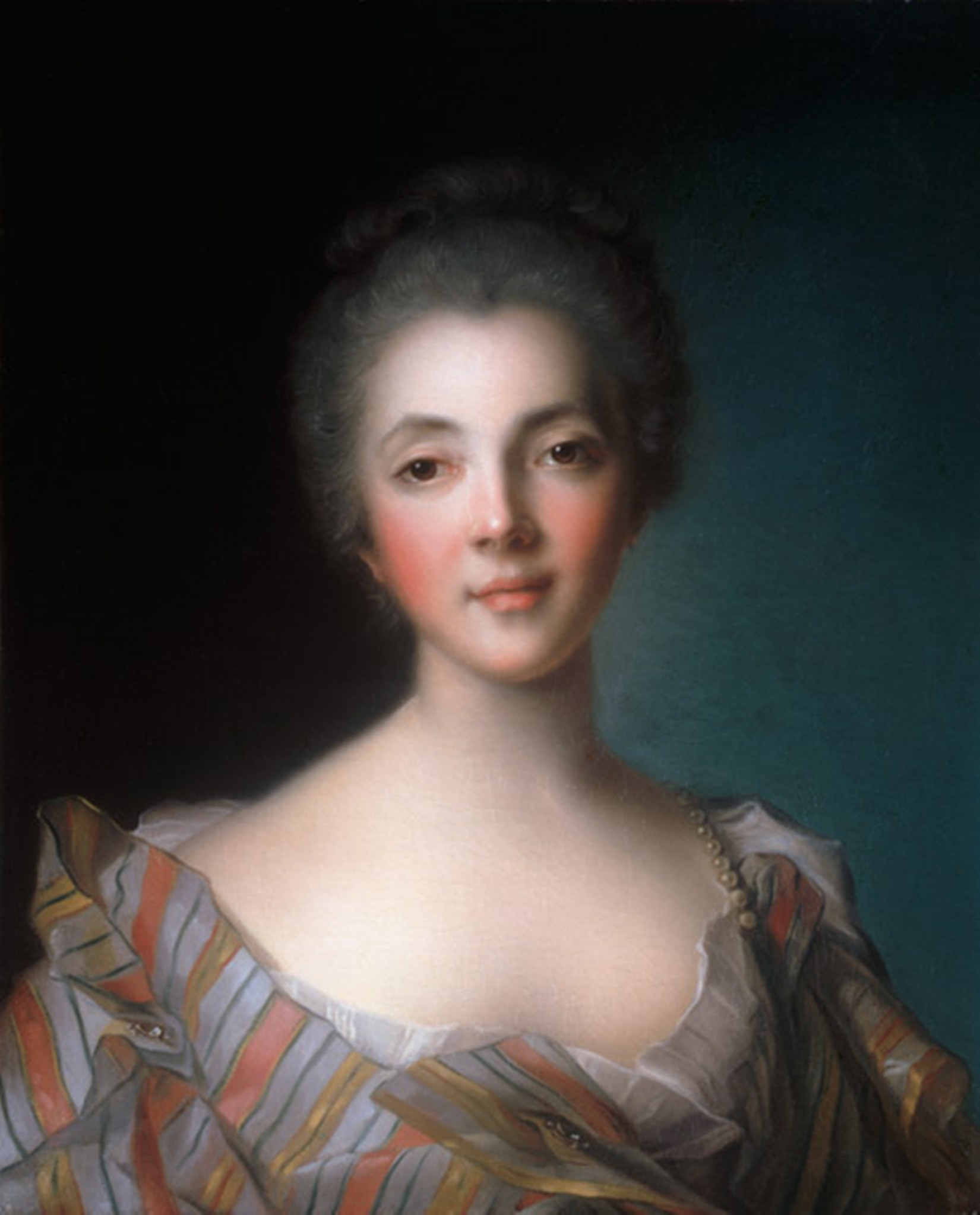
Louise Marie Madeleine Fontaine, nobilă franceză

- 1706: Louise Marie Madeleine Fontaine, nobilă franceză (d. 1799)
- 1761: August Batsch, om de știință, medic, botanist, micolog german (d. 1802)
- 1767: Maria Sofia de Hessa, regină a Danemarcei și Norvegiei  (d. 1852)
- 1793: Prințesa Caroline a Danemarcei (d. 1881)
- 1803: Elisa Radziwill, membră a înaltei nobilimi polonezo-lituaniană (d. 1834)
- 1818: Louis-Théodore Devilly, pictor francez (d. 1886)
- 1840: Diogène Maillart, pictor francez (d. 1926)
- 1846: Albert Dubois-Pillet, pictor francez (d. 1890)
- 1861: Antal Acsay, scriitor, istoric, și critic literar maghiar (d. 1918)
- 1874: Constantin I. Parhon, medic român (d. 1969)
- 1893: Prințul Felix de Bourbon-Parma, soțul Charlottei, Mare Ducesă de Luxemburg (d. 1970)
- 1906: Dimitrie Ioan Mangeron, matematician român (d. 1991)
- 1907: Gheorghe Caragață, lingvist român (d. 1978)
- 1909: Francis Bacon, pictor britanic (d. 1992)
- 1920: Valentina Rusu-Ciobanu, pictoriță din Republica Moldova (d. 2021)
- 1928: Ion Mihai Pacepa, fost șef adjunct al DIE și consilier personal al președintelui Nicolae Ceaușescu (d. 2021)
- 1929: Joan Plowright, actriță britanică (d. 2025)
- 1930: Bernie Ecclestone, pilot britanic de Formula 1
- 1931: Ilarion Ciobanu, actor român de film (d. 2008)

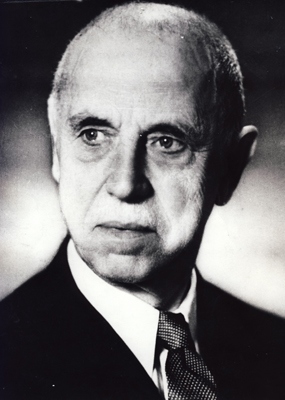
Constantin I. Parhon, medic român
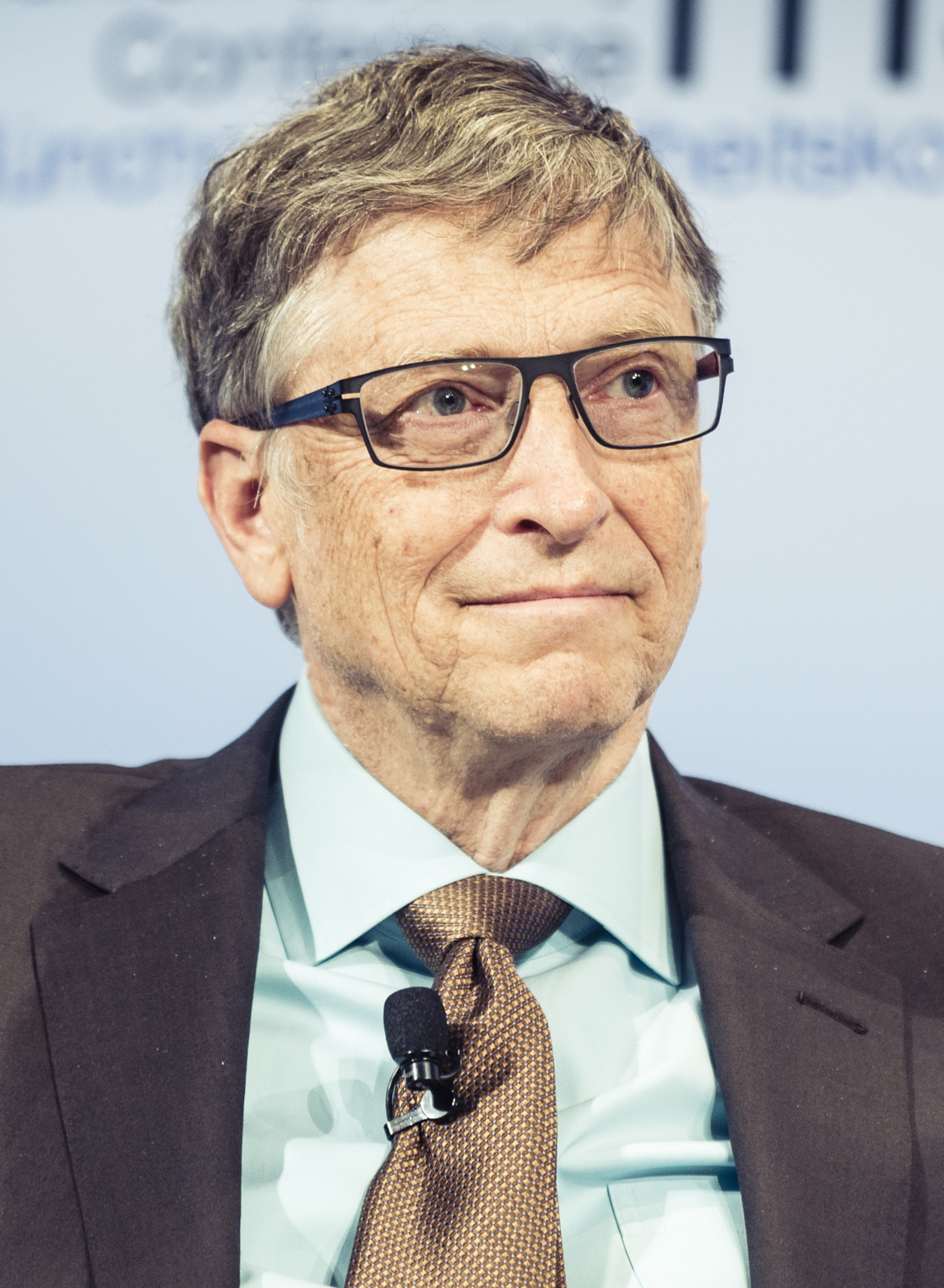
Bill Gates, întreprinzător american (Microsoft)
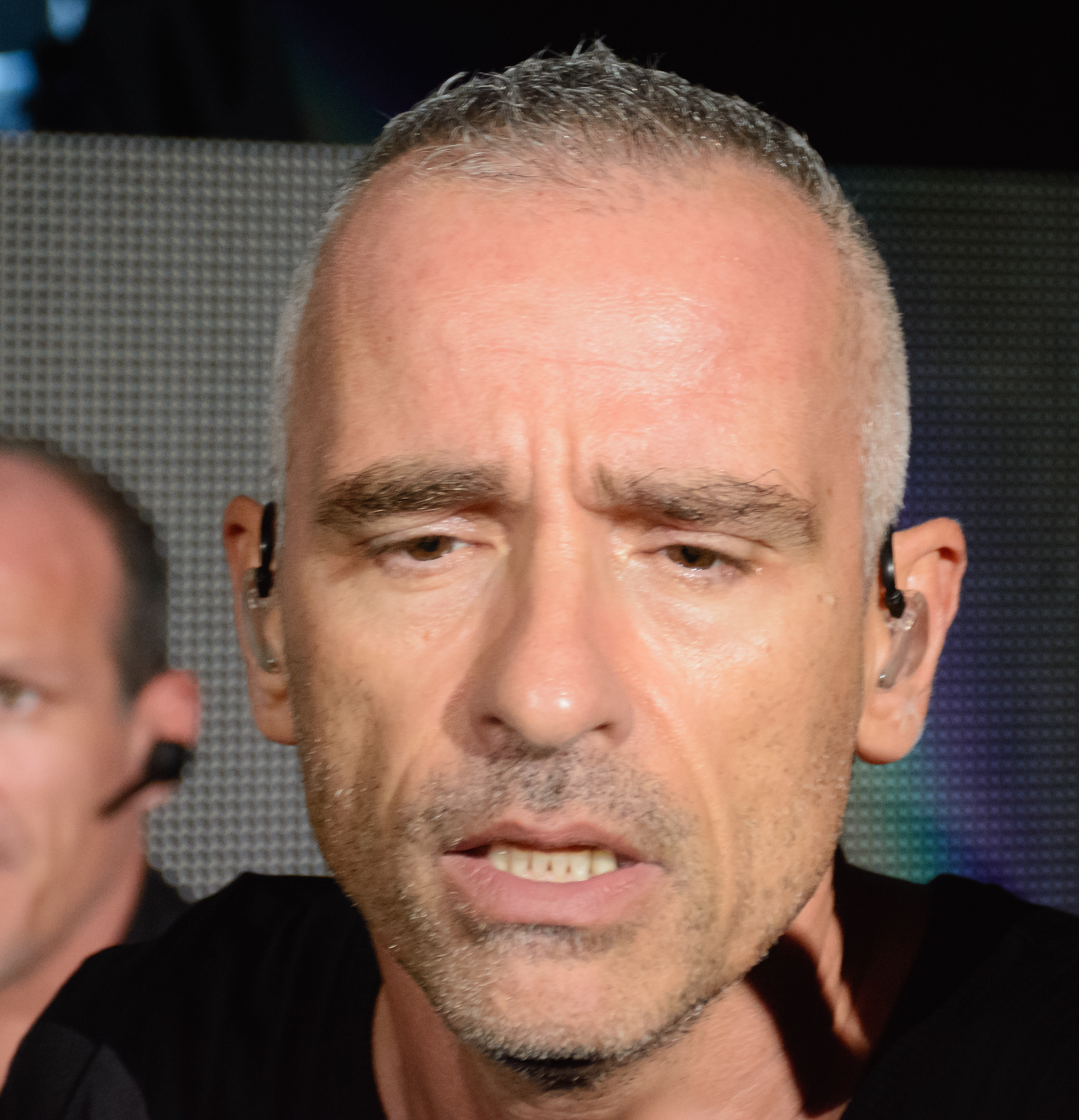
Eros Ramazzotti, cântăreț pop italian

- 1943: Ștefania Rareș, cântăreață română de muzică populară
- 1944: Anton Schlecker, întreprinzător german
- 1944: Marián Labuda, actor slovac (d. 2018)
- 1948: Telma Hopkins, cântăreață și actriță americană
- 1951: Renato Cecchetto, actor italian (d. 2022)
- 1952: Ionesie Ghiorghioni, politician român
- 1953: Virginia Duțu, baschetbalistă română
- 1954: Ioan Hoban, politician român
- 1955: Bill Gates, întreprinzător american (Microsoft)
- 1956: Mahmud Ahmadinejad, al șaselea președinte al Iranului
- 1958: Ion Radu Zilișteanu, om de afaceri român
- 1960: Varlaam Merticariu, cleric ortodox român
- 1962: Liviu Dragnea, politician român
- 1963: Eros Ramazzotti, cântăreț pop italian

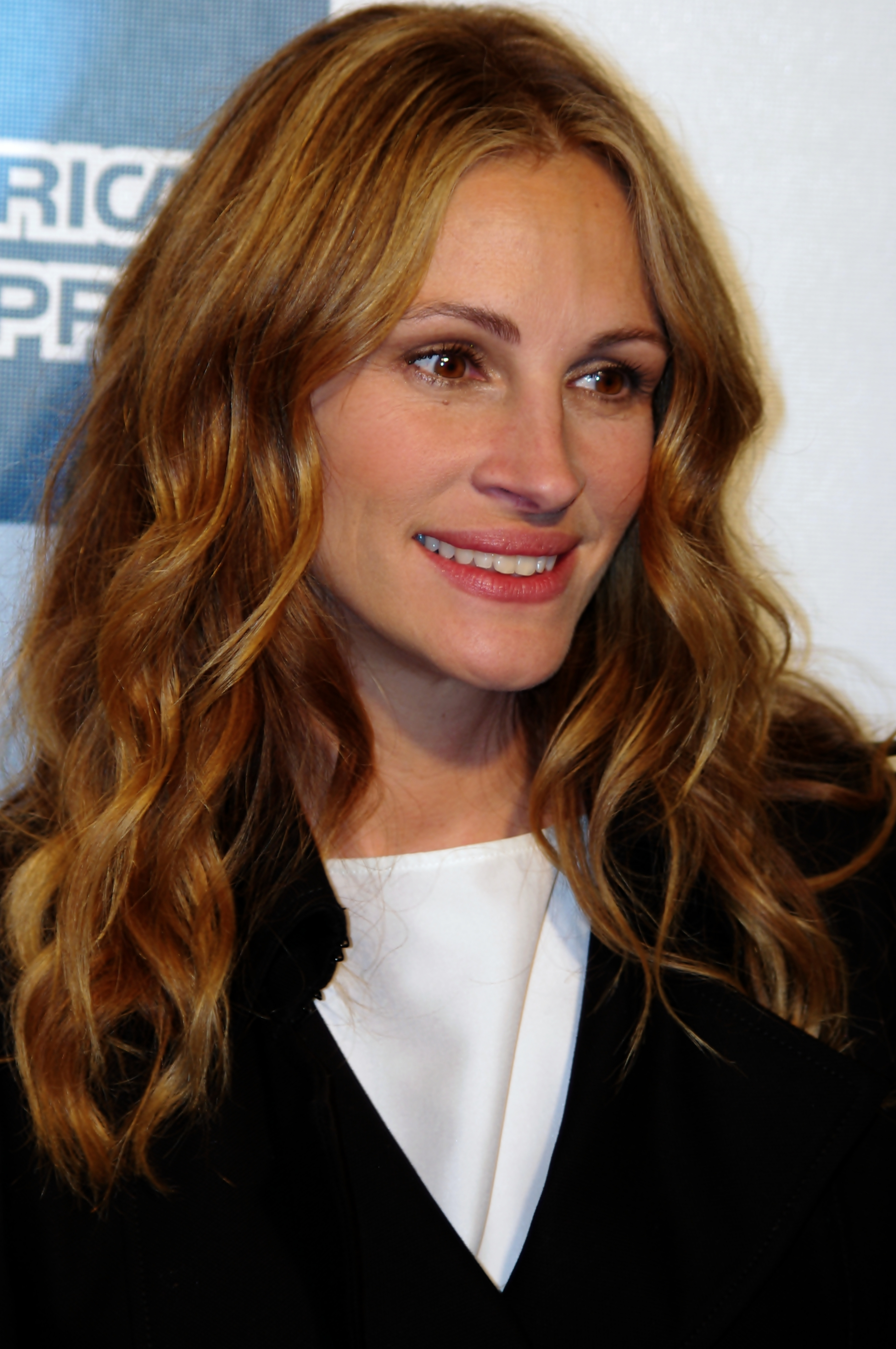
Julia Roberts, actriță americană, laureată Oscar
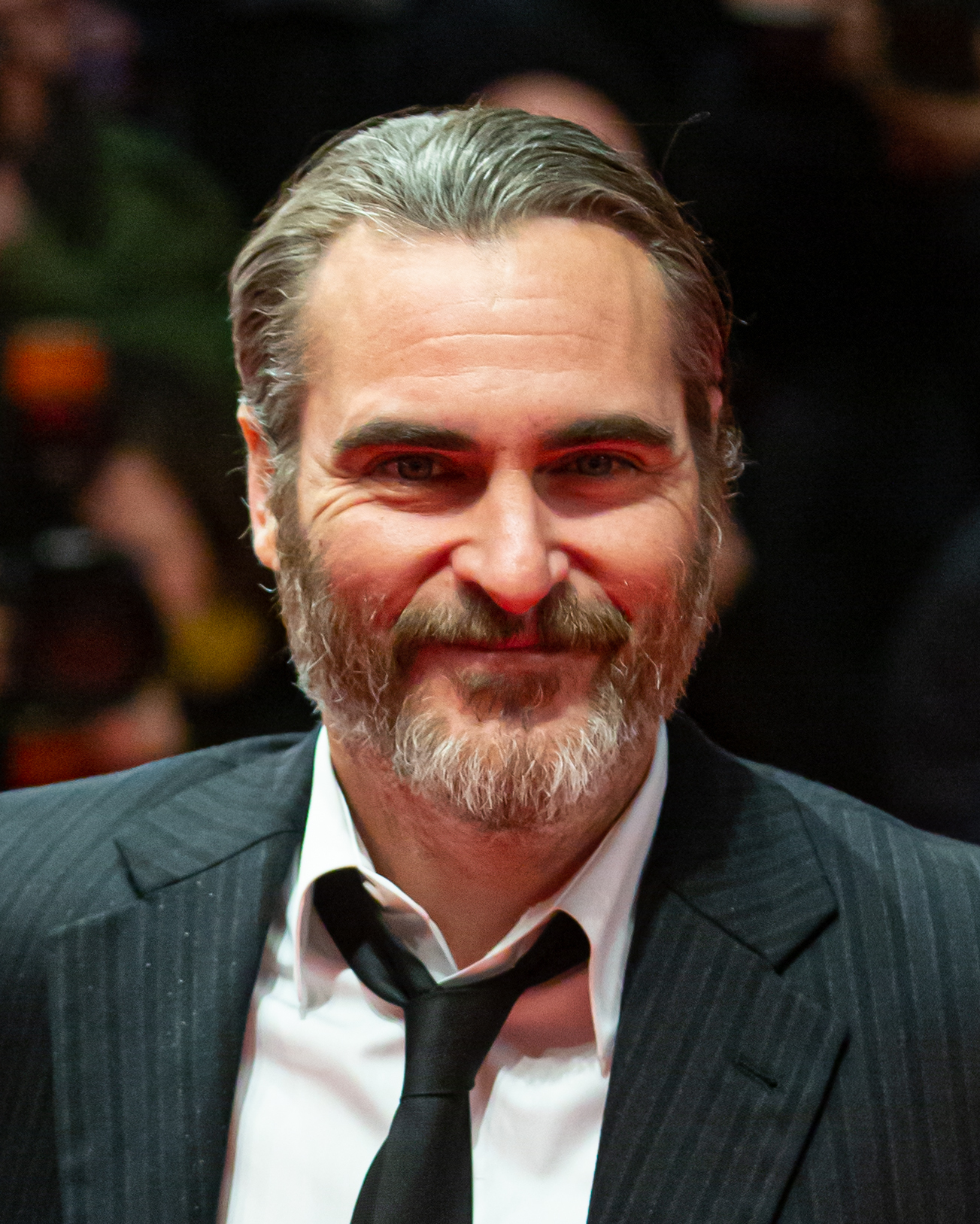
Joaquin Phoenix, actor american, laureat Oscar
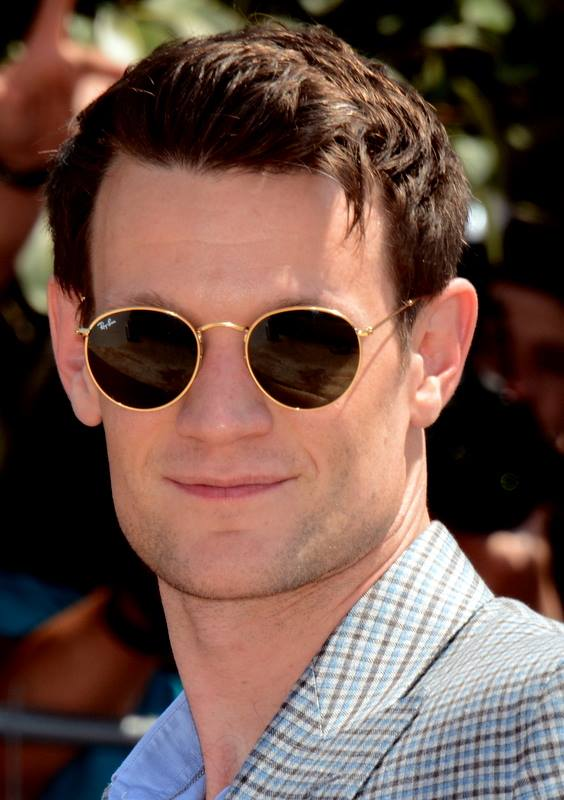
Matt Smith, actor britanic

- 1963: Lauren Holly, actriță americano-canadiană
- 1966: Andy Richter,  actor, scriitor, comedian american
- 1967: Sophie, Prințesă Ereditară a Liechtensteinului
- 1967: Julia Roberts, actriță americană
- 1969: Cosmin Șofron, actor român
- 1973: Montel Vontavious Porter, wrestler american
- 1974: Nelly Ciobanu, cântăreață din Republica Moldova
- 1974: David Foenkinos, romancier francez
- 1974: Joaquin Phoenix, actor american
- 1979: Dan Alexa, fotbalist, antrenor român
- 1981: Milan Baroš, fotbalist ceh
- 1982: Matt Smith, actor britanic
- 1983: Alexandru Pițurcă, fotbalist român
- 1991: Victor Campenaerts, ciclist belgian
- 1994: Taylor Fritz, tenismen american

## Decese
- 1138: Boleslaw al III-lea, duce de Polonia (n. 1086)
- 1412: Margareta I, regină a Danemarcii, Norvegiei și Suediei (n. 1353)
- 1688: Șerban Cantacuzino, domn al Țării Românești (n. 1640)
- 1703: John Wallis, matematician englez  (n. 1616)
- 1704: John Locke, filozof englez (n. 1632)
- 1708: Prințul George al Danemarcei, soțul reginei Anna a Marii Britanii (n. 1653)
- 1776: Sofia de Saxa-Hildburghausen, prințesă ereditară de Saxa-Coburg-Saalfeld (n. 1760)
- 1792: John Smeaton, inginer englez (n. 1724)
- 1818: Abigail Adams, soția celui de-al 2-lea președinte american  (n. 1744)
- 1831: Jean Florimond Boudon de Saint-Amans, botanist francez (n. 1748)
- 1888: Prințesa Elena de Nassau, Prințesă de Waldeck și Pyrmont (n. 1831)
- 1914: Prințesa Adelgunde a Bavariei (n. 1823)

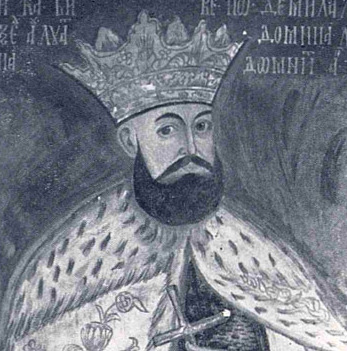
Șerban Cantacuzino, domn al Țării Românești
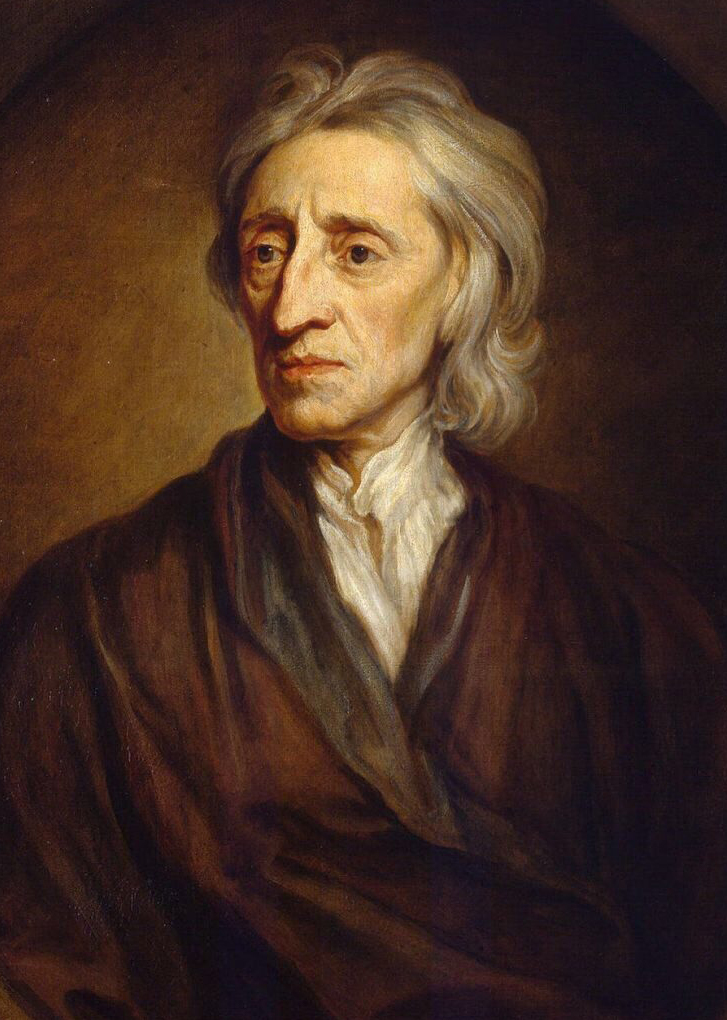
John Locke, filozof englez
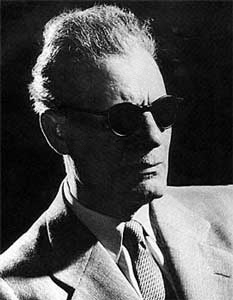
Taha Hussein, scriitor egiptean

- 1917: Prințul Christian de Schleswig-Holstein (n. 1831)
- 1925: Prințesa Françoise de Orléans, Ducesă de Chartres (n. 1844)
- 1944: José Garnelo, pictor spaniol (n. 1866)
- 1952: Mircea Vulcănescu, filosof, sociolog, economist și profesor de etică român (n. 1904)
- 1960: Peter Neagoe, prozator și pictor român (n. 1881)
- 1965: Luigi Amoroso, economist italian (n. 1886)
- 1965: Lucian Grigorescu, pictor român (n. 1894)
- 1969: Kornei Ciukovski, poet rus (n. 1882)
- 1973: Taha Hussein, scriitor egiptean (n. 1889)
- 1981: Eugen Pora, zoolog și oceanograf român (n. 1909)
- 1999: Rafael Alberti, poet spaniol (n. 1902)
- 2005: Ion Irimescu, sculptor român, membru al Academiei Române (n. 1903)
- 2005: Richard E. Smalley, chimist american, laureat Nobel (n. 1943)
- 2008: Dina Cocea, actriță română de teatru și film (n. 1912)
- 2013: Tadeusz Mazowiecki, scriitor, ziarist, filantrop și om politic polonez (n. 1927)
- 2020: Alain Rey, lingvist și lexicograf francez (n. 1928)
- 2021: Pavel Coruț, scriitor român (n. 1949)
- 2022: Jerry Lee Lewis, muzician american (n. 1935)
- 2023: Matthew Perry, actor american (n. 1969)

## Sărbători
- în calendarul ortodox: Sf. Mc. Terentie cu soția sa, Neonila și cei 7 fii; Cuv. Firmilian Episcopul
- în calendarul greco-catolic: Sfinții Terențiu și Neonila, martiri († sec. III); Sf. Ștefan Imnograful († sec. al XI-lea)
- în calendarul romano-catolic: Simon Zelotul și Iuda Tadeus, apostoli, martiri († sec. I)
- în calendarul lutheran: Simon Zelotul și Iuda Tadeus
- în calendarul anglican: Simon Zelotul și Iuda Tadeus
- Ziua Internațională a Animației
- Ziua Națională a Greciei: Ziua Ohi (1940)
- Ziua Națională a Cehiei (Republicii Cehe), zisă și Ziua Liberației sau a Independenței, înființarea Cehoslovaciei (1918)